# Guerman Titov

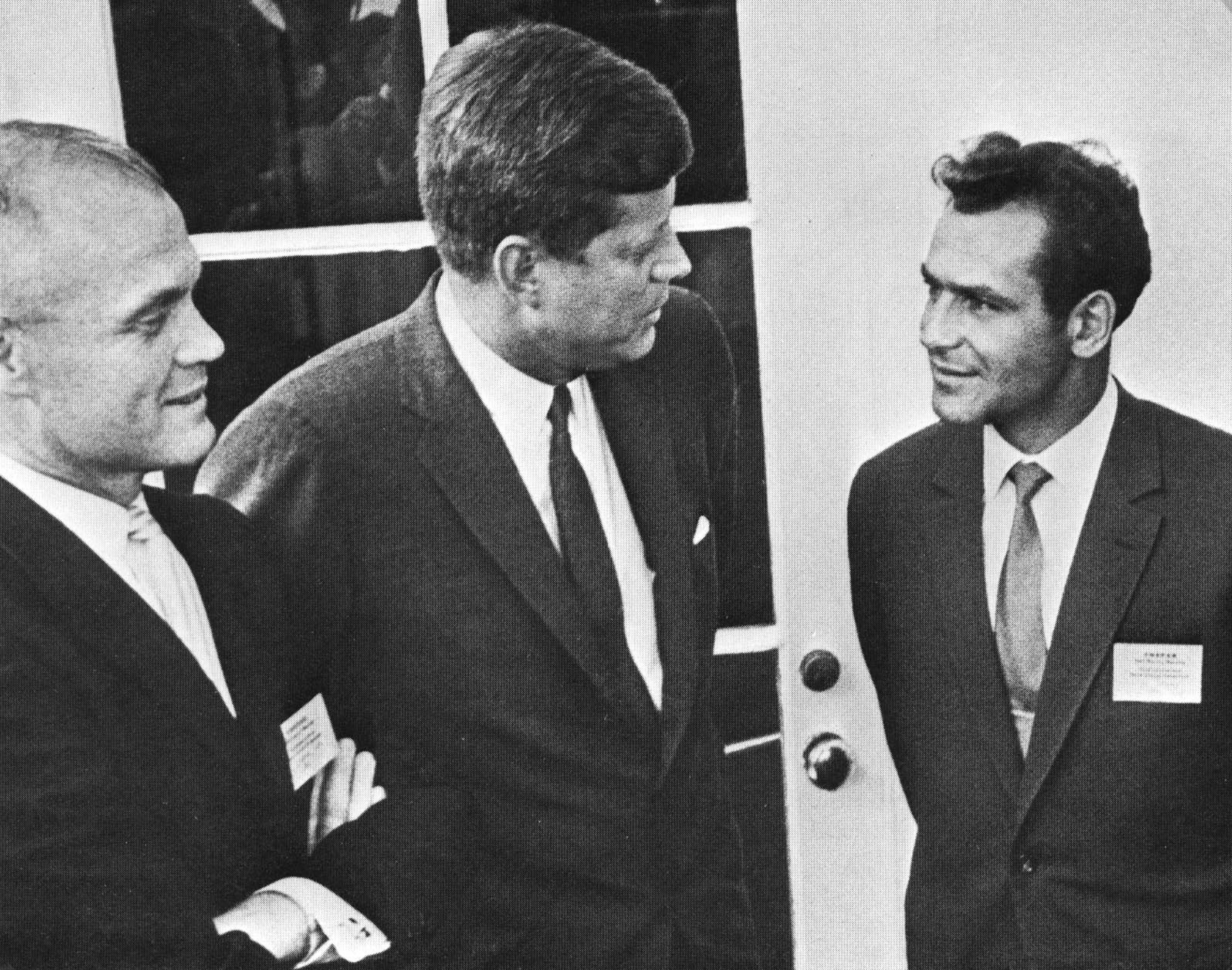
De izquierda a derecha, John Glenn, John Kennedy, presidente de los EE. UU. y Guerman Titov. Foto tomada en la Casa Blanca el 3 de mayo de 1962 durante una visita de Titov para informar sobre el vuelo espacial del Vostok 2 al Comité de Investigaciones Espaciales (COSPAR).

Guerman Stepánovich Titov (en ruso Герман Степанович Титов, 11 de septiembre de 1935 - 20 de septiembre de 2000) fue un piloto de combate y cosmonauta soviético, reserva de Yuri Gagarin en la Vostok 1 y tripulante de la Vostok 2 en la cual se convirtió en la primera persona en dormir y permanecer más de 24 horas en el espacio. Tras su retiro del programa de vuelos tripulados, pasó a dirigir programas militares y, tras la desintegración de la Unión Soviética, fue diputado de la Duma por el Partido Comunista.

## Biografía personal
Titov nació en la aldea de Vérjneie Zhílino en la región de Altái y estudió en la Escuela de Aviación Militar de Stalingrado. Se graduó en la Escuela de Pilotos Militares de Novosibirsk en 1957 y se integró en la Fuerza Aérea Soviética, región de Leningrado, con el grado de coronel.
Se casó con Tamara Vasílievna Cherkás y tuvo dos hijas: Tatyana (1963) y Galina (1965).
Falleció de un ataque al corazón cuando se encontraba en su sauna, en Moscú.

## Carrera como cosmonauta

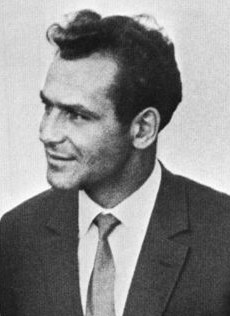
Gherman Titov.

En 1960 se unió al primer cuerpo de cosmonautas soviético que preparaba vuelos tripulados al espacio, que buscaban buenos pilotos pero sin demasiado tiempo de vuelo. Fue calificado como "sobresaliente" tanto en las simulaciones como en los exámenes escritos (sólo Yuri Gagarin sobresalió también en ambas) de enero de 1961. El 8 de abril se eligió a Gagarin como piloto de la Vostok 1 (voló el 12 de abril) mientras que Titov quedó como tripulante de reserva. La elección se basó en el hecho de que Yuri Gagarin, había impactado más al seleccionador, por el curioso hecho de ser el hijo de unos campesinos, es decir, se crio en la clase trabajadora. Mientras que Titov, había sido hijo de maestros, por lo que para los soviéticos, tenía más mérito llegar hasta allí, aparte de ser ejemplo de superación, por la imagen que daría a la Unión Soviética, de que bajo el régimen comunista, cualquiera, incluso el hijo de unos campesinos (Yuri Gagarin) podía llegar a lo más alto.
Finalmente voló el 6 de agosto de 1961 en la Vostok 2, convirtiéndose en la persona más joven en llegar al espacio, la segunda en orbitar nuestro planeta y además la primera persona en dormir y permanecer más de 24 horas en el espacio. Además se le autorizó a controlar la nave (Yuri Gagarin voló siempre con el piloto automático conectado). El vuelo transcurrió sin demasiados sobresaltos, a excepción de que el módulo de servicio no se separó tras el frenado (a la Vostok 1 le pasó lo mismo) que se hace para el reingreso en la atmósfera, y a que fue la primera persona en sufrir el mareo espacial. Aunque hoy en día se considera normal que incluso los cosmonautas profesionales se mareen en el espacio, esto no se sabía en aquella época y se utilizó como crítica en su contra.
Su apariencia aniñada y su personalidad extravagante le convirtieron en una personalidad pública, lo que vino acrecentado por la biografía que se escribió de él y que le hizo más accesible que Yuri Gagarin. Todo eso le causó muchos problemas con sus superiores, descontentos con sus frecuentes incidentes con mujeres y su combinación de conducción rápida y alcohol, que le causó varios accidentes.
En 1962, junto a los otros cosmonautas que habían volado al espacio, entró en la Academia de Ingeniería Zhukovskiy de las Fuerzas Aéreas para entrenarse como piloto e ingeniero de pruebas. Durante este período dirigió el equipo de entrenamiento de cosmonautas para volar en el transbordador Spiral. Se graduó en Zhukovskiy en 1968 las perspectivas de volver a volar parecían pequeñas. Además de su manchado historial estaba el hecho de que el programa Spiral no tenía futuro. Así pues, se retiró del servicio en 1970.

## De 1970 en adelante
A partir de 1970 trabajó en tareas administrativas referentes al programa espacial militar soviético. Se graduó en ciencias militares en la Academia Militar en 1970 e intentó conseguir el título de ciencias técnicas en 1980. En 1972 se le nombró Jefe del Comando Espacial. En 1973 se convirtió en el director de Investigación de GUKOS y desde 1979 Director de GUKOS, cargo que abandonó en 1991. 
Desde su retiro en el ramo de la defensa hasta su fallecimiento fue diputado en la Duma de la Federación Rusa, con el partido Narodni.

## Cita
Creo en el hombre: en su fuerza, sus posibilidades y su razón.

## Honores
- Guerman Titov fue condecorado con dos Órdenes de Lenin, numerosas medallas y órdenes extranjeras.
- Se le distinguió también con el título de Héroe del Trabajo Socialista de Bulgaria, Héroe del Trabajo de Vietnam y Héroe de la República Popular de Mongolia
- El cráter lunar Titov lleva este nombre en su memoria.[1]
- El asteroide (13010) Germantitov también conmemora su nombre.[2]

## Ecos culturales
Martin Caidin escribió una biografía sobre él, llamada Soy Águila ("Águila" fue el nombre en clave de la Vostok 2).
La película 2010: The Year We Make Contact se inicia con una conversación entre Heywood Floyd y su contraparte soviético Dmitri Moisévich. Moisévich comenta que la nave espacial Leónov se prepara para ir a Júpiter. Floyd contesta que creía que la nave se iba a llamar Titov, a lo que Moisévich replica que han decidido cambiarlo, porque el nombre perdió prestigio.